# Pagan Folk Lore
Pagan Folk Lore is een dvd van de Nederlandse pagan-folkband Omnia, die in 2008 op uitkwam.
De soundtrack van een aantal nummers werd onder de titel PaganFolk at the Fairy Ball uitgebracht als download. De dvd bevat een concertregistratie die in april 2008 werd opgenomen in het Pim Jacobs Theater in Maarssen. Het bevat verder onder andere een interview met de band en beelden achter de schermen. De dvd is verpakt in een sprookjesboek van ruim veertig bladzijden dat is geschreven door Steve Sic en getekend door Sic, Miez and Alan Lee.

## Titels

### Dvd
Opgenomen in het Pim Jacobs Theater, tenzij anders aangegeven.
1. Intro / Tine Beltaine
2. Wytches' Brew
3. Richard Parker's Fancy
4. The Raven
5. Alive!
6. Dil Gaya
7. Etrezomp Ni Kelted
8. Fairy Tale
9. Saltatio Vita
10. Teutates (met Faun, Gor, Transit Poetry, opgenomen tijdens Castlefest 2007)
11. The Morrigan (opgenomen tijdens Castlefest 2007)
12. The Bold Fenian Men (opgenomen bij Dreamharps in Mijdrecht)

### Download
1. Intro
2. Tine Belatine
3. Wytches' Brew
4. Where you at the Rock?
5. Richard Parker’s Fancy
6. The Raven
7. Alive!
8. Dil Gaya
9. En Avant Blonde
10. Etrezomp-ni Kelted
11. Fairy Tale
12. Saltatio Vita